# Pagerejo (Kertek)
Pagerejo is een bestuurslaag in het regentschap Wonosobo van de provincie Midden-Java, Indonesië. Pagerejo telt 4673 inwoners (volkstelling 2010).